# Philipp Vogel
Philipp Vogel (* 9. Juli 1981 in Köln) ist ein deutscher Koch. 

## Werdegang
Nach ersten Stationen wechselte Philipp Vogel 2002 zum Sterne-Restaurant Hotel Louis C. Jacob als Chef de Partie unter  Thomas Martin in Hamburg und 2003 zum Restaurant Gogärtchen auf Sylt. 
2004 ging er als Chef de Partie zum Drei-Sterne Restaurant  Dieter Müller in Bergisch Gladbach.
Weitere Stationen in Schottland, England und Shanghai folgten.
Ab Oktober 2012 war er Küchenchef im Kempinski Palais Hansen in Wien, wo das Restaurant Edvard im Guide Michelin 2015 mit einem Michelin-Stern ausgezeichnet wurde. Im März 2015 verließ Vogel das Kempinski.
Im Jahr 2017 eröffnete Philipp Vogel mit seiner Frau Jennifer Vogel das Luxus-Boutique-Hotel Orania.Berlin in Berlin Kreuzberg.

## Auszeichnungen
- 2015: Ein Michelin-Stern